# سباق طواف فرنسا 2001
سباق طواف فرنسا 2001 من سلسلة سباقات سباق طواف فرنسا. أقيم هذا السباق في تاريخ 7 يوليو - 29 يوليو، 2001 على 20+Prologue مراحل. بعد مرور 86 ساعة و17 دقيقة و28 ثانية وبعد طي 3455.2 كم بمتوسط 40.016 كم في الساعة فاز بالميدالية الذهبية لانس آرمسترونج من الولايات المتحدة، فيما حصد يان أولريش من ألمانيا الميدالية الفضية، وكانت الميدالية البرونزية من نصيب جوسيبا بيلوكي من إسبانيا.

## الميداليات
| ذهب                               | فضة                  | برونز                   |
| لانس آرمسترونج - الولايات المتحدة | يان أولريش - ألمانيا | جوسيبا بيلوكي - إسبانيا |